# Карлос Касселі
Карлос Касселі (ісп. Carlos Caszely, нар. 5 липня 1950, Сантьяго) — чилійський футболіст, що грав на позиції флангового півзахисника, нападника.
Виступав, зокрема, за клуби «Коло-Коло» та «Коло-Коло», а також національну збірну Чилі. На думку офіційного сайту клубу «Коло-Коло», є ідолом уболівальників і одним з найбільших футболістів в історії своєї країни. Учасник двох чемпіонатів світу: 1974 та 1982. Касселі є першим футболістом, який отримав червону картку у матчі чемпіонату світу. П'ятиразовий чемпіон Чилі у складі «Коло-Коло». Найкращий футболіст Кубка Америки 1979 року.

## Клубна кар'єра
Народився 5 липня 1950 року в місті Сантьяго. Вихованець футбольної школи клубу «Коло-Коло». Дебютував у складі команди в 1967 році в матчі проти уругвайського «Пеньяроля». 30 липня того ж року він дебютував у чемпіонаті Чилі у матчі проти «Сантьяго Морнінга» і загалом провів 7 сезонів.
Після військового перевороту в Чилі Касселі, що не приховує своїх соціалістичних політичних поглядів, прийняв пропозицію президента іспанського клубу другого дивізіону «Леванте» Мануеля Грау Торральби і перебрався в Іспанію. У своєму дебютному сезоні 1973/74 Касселі забив 15 м'ячів, що однак не врятувало «Леванте», який зайняв 19-е місце і вилетів в Третій дивізіон. Сезон 1974/75 Леванте закінчив на другому місці, що не давало права піднятися назад у Другий дивізіон, проте Касселі помітили в «Еспаньйолі». У каталонському клубі Касселі провів 3 сезони у вищому іспанському дивізіоні, де за 46 матчів забив 20 голів.
1978 року Касселі повернувся у «Коло-Коло». Цього разу відіграв за команду із Сантьяго наступні вісім сезонів своєї ігрової кар'єри. В новому клубі був серед найкращих голеодорів, відзначаючись забитим голом в середньому щонайменше у кожній третій грі чемпіонату. За два періоди у команді кольори «Коло-Коло» Касселі захищав в цілому протягом 15 сезонів і провів 324 офіційні матчі, з них 288 у чемпіонаті, став 5-разовим чемпіоном Чилі, 3-разовим володарем Кубка Чилі, а також фіналістом Кубка Лібертадорес 1973 року. Крім цього Касселі є 3-разовим найкращим бомбардиром чемпіонату Чилі, і найкращим бомбардиром Кубка Лібертадорес 1973
Завершив ігрову кар'єру у еквадорській команді «Барселона» (Гуаякіль), за яку виступав протягом 1986 року.

## Виступи за збірну
28 травня 1969 року дебютував в офіційних іграх у складі національної збірної Чилі в товариському матчі проти збірної Аргентини, що завершився з рахунком 1:1, після чого протягом 16 років був її ключовим гравцем.
У складі збірної був учасником чемпіонату світу 1974 року у ФРН, на якому в першій же грі проти господарів турніру збірної ФРН був вилучений, ставши першим футболістом в історії, який отримав червону картку в матчі чемпіонату світу. Пропустивши через дискваліфікацію гру проти НДР, Касселі повернувся на поле у вирішальному матчі з Австралією (0:0), але чилійці його не змогли виграти і не вийшли з групи.
Згодом Карлос брав участь зі збірною у Кубку Америки 1979 року, де зіграв у 7 іграх, забивши 3 голи, і разом з командою здобув «срібло». На тому ж турнірі його визнали кращим гравцем.
Останнім великим турніром для Касселі став чемпіонат світу 1982 року в Іспанії, на якому Карлос зіграв дві гри, а його команда як і вісім років тому не здобула жодної перемоги і не подолала груповий етап.
Свій останній матч за збірну Касселі зіграв проти збірної Бразилії 21 травня 1985 року, той матч чилійці виграли з рахунком 2:1, а сам Касселі відзначився забитим голом. Загалом протягом кар'єри у національній команді, яка тривала 17 років, провів у її формі 49 матчів, забивши 29 голів.
Також виступаючи в Іспанії, 9 червня 1976 року Касселі зіграв на «Камп Ноу» матч за збірну Каталонії проти РРФСР (1:1) з нагоди 75-ї річниці Каталонської федерації футболу

## Титули і досягнення

### Командний
Збірна Чилі
- Срібний призер Кубка Америки: 1979
- Володар Кубка Карлоса Діттборна: 1973

«Коло-Коло»
- чемпіон Чилі (5): 1970, 1972, 1979, 1981, 1983
- Срібний призер чемпіонату Чилі (2): 1973, 1982
- Бронзовий призер чемпіонату Чилі (3): 1967, 1980, 1985
- Володар Кубка Чилі (3): 1981, 1982, 1985
- Фіналіст Кубка Чилі (2): 1979, 1980
- Фіналіст Кубка Лібертадорес: 1973

«Барселона» (Гуаякіль)
- Срібний призер чемпіонату Еквадору: 1986

### Особистий
- Найкращий футболіст Кубка Америки: 1979
- Номінант на звання найкращого футболіста Південної Америки (3): 1973, 1974, 1979
- Кращий бомбардир Кубка Лібертадорес: 1973 (9 голів)
- Найкращий бомбардир чемпіонату Чилі (3): 1979 (20 голів), 1980 (26 голів), 1981 (20 голів)